# Lanthanusa donaldi
Lanthanusa donaldi is een libellensoort uit de familie van de korenbouten (Libellulidae), onderorde echte libellen (Anisoptera).
De wetenschappelijke naam Lanthanusa donaldi is voor het eerst geldig gepubliceerd in 1955 door Lieftinck.